# Emmanuel Kundé
Emmanuel Kundé (Ndom, Camerún; 15 de julio de 1956-15 de mayo de 2025) fue un futbolista y entrenador camerunés que jugaba en la posición de defensa.

## Carrera deportiva

### Club
Inició su carrera en 1973 con el Mbankomo Club en el que jugó hasta 1975 cuando pasó al Tempête de Nanga-Eboko hasta 1977. En 1977 da el salto al Canon Yaoundé, equipo con el que fue campeón nacional en tres ocasiones, ganó la Copa de Camerún en 1983 y fue finalista de la Recopa Africana 1984 perdiendo ante el Al-Ahly SC de Egipto.
En 1987 viaja a Francia para jugar con el Stade Laval donde jugó 14 partidos en su única temporada con el club, ya que al año siguiente es contratado por el Stade de Reims, donde anotó tres goles en 32 partidos.
En 1989 regresa a Camerún para jugar con el Prévoyance Yaoundé, equipo con el que juega por dos temporadas y gana la copa de Camerún en 1990. En 1991 pasa al Olympic Mvolyé con quien gana la Copa de Camerún en 1992, año de su retiro.

### Selección nacional
Jugó para Camerún de 1979 a 1992, jugando 102 partidos y anotó 17 goles, incluyendo uno en la derrota ante Inglaterra en los cuartos de final de la Copa Mundial de Fútbol de 1990. También formó parte de la selección que jugó en España 1982.
Logró tres títulos de la copa Africana de Naciones, donde incluso en la edición de 1988 anotó en la final ante Nigeria, y también estuvo en el equipo que jugó en la edición de 1992. También estuvo en el equipo olímpico que participó en la edición de Los Ángeles 1984.

### Entrenador
Inicío en 1997 con el Canon Yaoundé, al cual dirigió por dos años para después viajar a Gabón y dirigir al US Bitam, al cual hace campeón de copa en 1999, dejando al equipo en el 2000. A mediados del 2000 pasa a dirigir al PWD Bamenda.
En 2001 regresa a Gabón para volver a dirigir al US Bitam, donde en esta ocasión dirige por seis temporadas logrando ganar la copa nacional en 2003. Fue entrenador del Hemle Football Club de Botko (2020).

## Logros

### Club
Canon Yaoundé
- Cameroon Championship (3): 1982, 1985, 1986
- Copa de Camerún (1): 1983

Prévoyance Yaoundé
- Copa de Camerún (1): 1990

Olympic Mvolyé
- Copa de Camerún (1): 1992

### Selección nacional
- Copa Africana de Naciones (3): 1980, 1984, 1988

### Entrenador
- Coupe du Gabon (2): 1999, 2003